# Sjachobidin Zoirov
Sjachobidin Shokirovitsj Zoirov (Buchara, 3 maart 1993) is een bokser uit Oezbekistan. Hij werd olympisch kampioen in de vlieggewichtklasse op de Olympische Spelen van 2016. Ook won hij goud op het wereldkampioenschap boksen in 2019. Tijdens de Olympische Spelen in 2020 verloor hij in de kwartfinale van Carlo Paalam.

## Erelijst

### Olympische Spelen
- 2016 in Rio de Janeiro, Brazilië (−52 kg)

### Wereldkampioenschappen
- 2019 in Jekaterinenburg, Rusland (–52 kg)

### Aziatische Spelen
- 2014 in Incheon, Zuid-Korea (–52 kg)

1904: George Finnegan ·
1920: Frankie Genaro ·
1924: Fidel LaBarba ·
1928: Antal Kocsis ·
1932: István Énekes ·
1936: Willi Kaiser ·
1948: Pascual Pérez ·
1952: Nathan Brooks ·
1956: Terence Spinks ·
1960: Gyula Török ·
1964: Fernando Atzori ·
1968: Ricardo Delgado ·
1972: Georgi Kostadinov ·
1976: Leo Randolph ·
1980: Petar Lesov ·
1984: Steve McCrory ·
1988: Kim Kwang-sun ·
1992: Choi Chol Su ·
1996: Maikro Romero ·
2000: Wijan Ponlid ·
2004: Yuriorkis Gamboa ·
2008: Somjit Jongjohor ·
2012: Robeisy Ramírez ·
2016: Sjachobidin Zoirov ·
2020: Galal Yafai ·
2024: Hasanboy Doesmatov